# 1. HMNL 2008./09.
1.HMNL 2008./09. je bila osamnaesta sezona najvišeg ranga hrvatskog malonogometnog prvenstva. Sudjelovalo je 12 momčadi, a prvak je postao Potpićan 98.

## Sustav natjecanja
Prvenstvo je odigrano u dva dijela: ligaškom i doigravanju. 

U ligaškom dijelu je sudjelovalo 12 momčadi koje su odigrale dvokružnim sustavom (22 kola). Po završetku lige osam najbolje plasiranih momčadi se plasiralo u doigravanje za prvaka koje se igralo na ispadanje (četvrtzavršnica, poluzavršnica, završnica). Kriterij za prolazak pojedine faze doigravanja je bilo da pobjednička momčad prva ostvari dvije pobjede. 

## Ljestvica prvenstva i rezultati doigravanja

### Ljestvica
| poz. | klub                         | ut. | poz. | rem. | por. | po.g | pr.g | gr  | bod     | 2. dio sezone         |
| ---- | ---------------------------- | --- | ---- | ---- | ---- | ---- | ---- | --- | ------- | --------------------- |
| 1.   | Nacional Zagreb              | 22  | 19   | 2    | 1    | 87   | 43   | 44  | 59      | doigravanje za prvaka |
| 2.   | Split Brodosplit Inženjering | 22  | 14   | 3    | 5    | 84   | 47   | 37  | 45      | doigravanje za prvaka |
| 3.   | Potpićan 98                  | 22  | 13   | 1    | 8    | 75   | 49   | 26  | 40      | doigravanje za prvaka |
| 4.   | Inero Split                  | 22  | 12   | 2    | 8    | 87   | 73   | 14  | 38      | doigravanje za prvaka |
| 5.   | Vrgorac Pivac                | 22  | 10   | 5    | 7    | 86   | 82   | 4   | 35      | doigravanje za prvaka |
| 6.   | Torcida Tromont Split        | 22  | 9    | 3    | 10   | 72   | 72   | 0   | 30      | doigravanje za prvaka |
| 7.   | Mejaši Split                 | 22  | 7    | 6    | 9    | 63   | 62   | 1   | 27      | doigravanje za prvaka |
| 8.   | BBS Novi Marof               | 22  | 7    | 2    | 13   | 69   | 77   | -8  | 23      | doigravanje za prvaka |
| 9.   | Kijevo Knin                  | 22  | 6    | 4    | 12   | 54   | 58   | -4  | 22      |                       |
| 10.  | Petrinjčica Petrinja         | 22  | 7    | 1    | 14   | 69   | 112  | -43 | 22      |                       |
| 11.  | Uspinjača Zagreb             | 22  | 7    | 1    | 14   | 64   | 75   | -11 | 21 (-1) | dodatne kvalifikacije |
| 12.  | Square Dubrovnik             | 22  | 4    | 4    | 14   | 50   | 110  | -60 | 15 (-1) | ispada iz lige        |

### Doigravanje za prvaka
| faza                        | 1.klub                       | 2.klub                | rezultati       |
| --------------------------- | ---------------------------- | --------------------- | --------------- |
| četvrtzavršnica             | Nacional Zagreb              | BBS Novi Marof        | 4:1*, 3:1       |
| četvrtzavršnica             | Potpićan 98                  | Torcida Tromont Split | 5:3*, 4:2       |
| četvrtzavršnica             | Brodosplit Inženjering Split | Mejaši Split          | 4:2*, 6:7, 2:1* |
| četvrtzavršnica             | Inero Split                  | Vrgorac Pivac         | 4:2*, 4:2       |
| poluzavršnica               | Nacional Zagreb              | Inero Split           | 3:0*, 5:2       |
| poluzavršnica               | Brodosplit Inženjering Split | Potpićan 98           | 4:8*, 2:7       |
| završnica                   | Nacional Zagreb              | Potpićan 98           | 2:3*, 1:6       |
|                             |                              |                       |                 |
| * domaća utakmica za 1.klub |                              |                       |                 |

### Kvalifikacije za ostanak
| 1.klub        | 2.klub           | rezultati |
| ------------- | ---------------- | --------- |
| Grobnik Čavle | Uspinjača Zagreb | 2:5*, 2:5 |